# استان مرسین
استان مِرسین (به ترکی استانبولی: Mersin ili) یکی از استان‌های ترکیه است. مرکز این استان شهر مرسین است.
منطقه این استان بخشی از سرزمین کیلیکیه باستان بود.این بندر در کنار دریای مدیترانه واقع شده‌است. بلندترین ساختمان مسکونی ترکیه در این شهر است. فاصله این بندر تا شهر پرجمعیت آدانا ۷۰ کیلومتر است.

## شهرستان‌ها

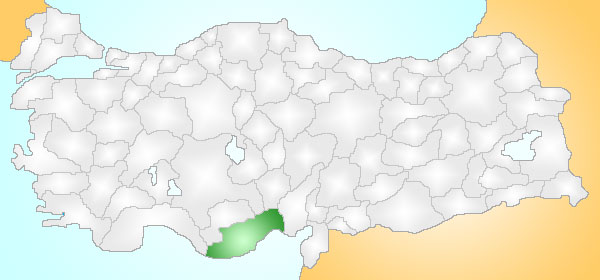
استان مرسین در نقشهٔ ترکیه.

| - آنامور Anamur - آیدین‌جیک Aydıncık - بوزیازی Bozyazı - چاملی‌یایلا Çamlıyayla - اردملی Erdemli | - گلنار Gülnar - موت Mut - مرسین Mersin - سیلیفکه Silifke - طرسوس Tarsus |